# Paul Gottfried
Paul Edward Gottfried (21 de novembro de 1941) é um filósofo político paleoconservador americano, historiador, colunista e professor emérito de Humanidades no Elizabethtown College na Pensilvânia. Atualmente é editor-chefe da revista Crônicas. Ele é um acadêmico associado do Mises Institute e correspondente nos Estados Unidos da Nouvelle École, uma revista ligada à Nouvelle Droite.
Ele ajudou a cunhar o termo paleoconservador em 1986 e direita alternativa (com Richard Spencer ) em 2008. Embora seja conhecido por trabalhar com grupos e figuras de extrema direita e alt-right, ele disse que "não quer estar no mesmo campo com nacionalistas brancos" ou associado a pró-nazistas, "como alguém cuja família escapou por pouco dos nazistas nos anos 30".

## Infância e educação
Gottfried nasceu em 1941 no Bronx, na cidade de Nova Iorque. Seu pai, Andrew Gottfried, era um peleteiro em Budapeste que fugiu da Hungria após o Golpe de Julho de 1934. Andrew Gottfried tinha um negócio de peles em Bridgeport e estava envolvido na comunidade judaica húngara.
Gottfried frequentou Universidade Yeshiva em Nova York como estudante de graduação. Depois, estudou na Universidade Yale para fazer sua pós-graduação, onde estudou com Herbert Marcuse (de quem discordava).